# Sannerville
Sannerville is een plaats en gemeente in het Franse departement Calvados in de regio Normandië. De plaats maakt deel uit van het arrondissement Caen. Sannerville telde op 1 januari 2022 1.884 inwoners.

## Geschiedenis
Op 1 januari 2017 fuseerde de Sannerville met de gemeente Troarn tot de commune nouvelle Saline. Deze gemeente werd op 31 december 2019 weer opgeheven en de fusiepartners werden weer aparte gemeenten.

## Geografie
De oppervlakte van Sannerville bedraagt 5,14 km², de bevolkingsdichtheid is 371 inwoners per km² (per 1 januari 2019).
De onderstaande kaart toont de ligging van Sannerville met de belangrijkste infrastructuur en aangrenzende gemeenten.

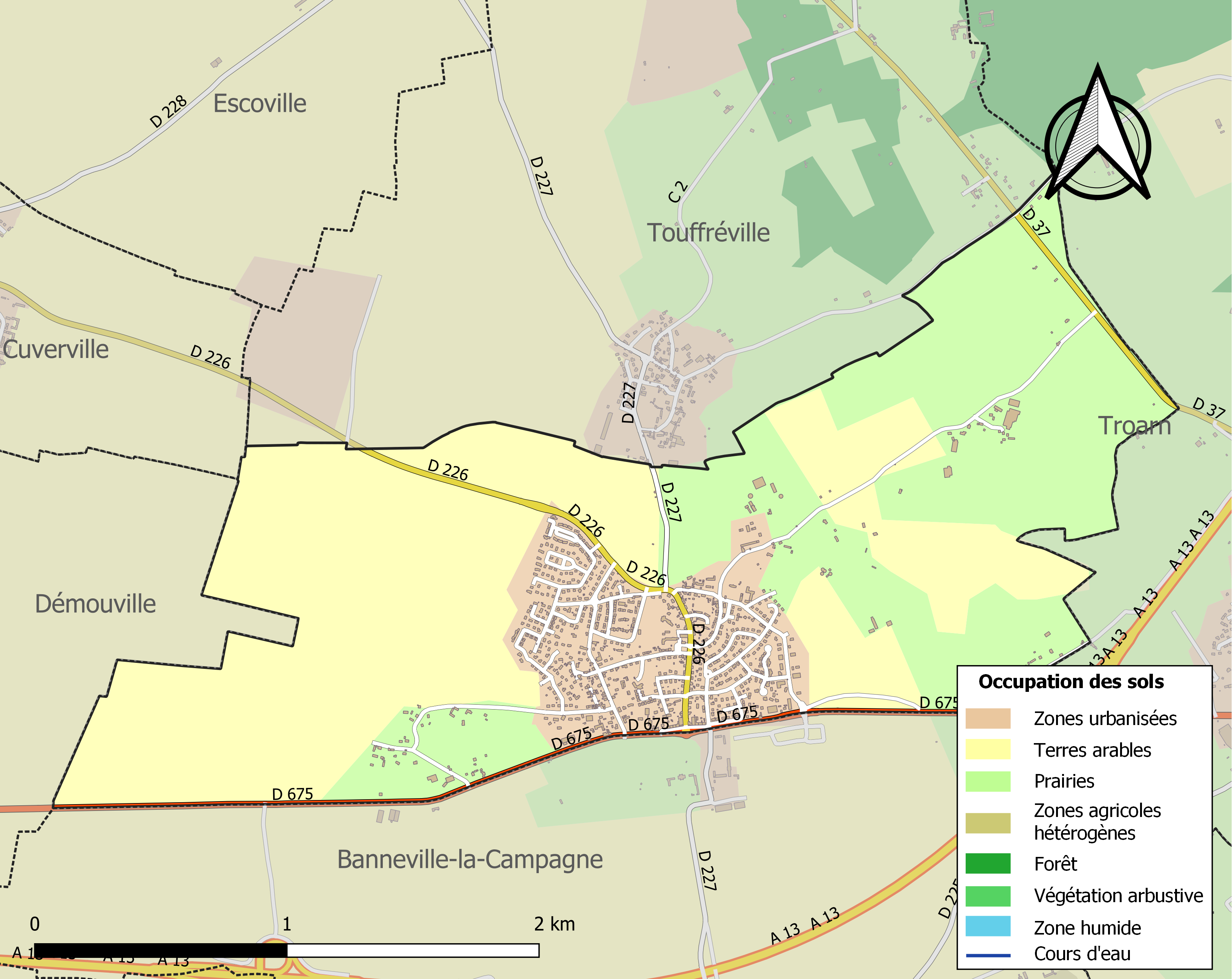

## Demografie
Onderstaande figuur toont het verloop van het inwonertal (bron: INSEE-tellingen).
Vanwege een beveiligingsprobleem met de MediaWiki Graph-software is het momenteel niet mogelijk deze grafiek weer te geven. Zodra de software is bijgewerkt zal de grafiek vanzelf weer zichtbaar worden.